# Pierre-Simon Jault
 (février 2017).
Si vous disposez d'ouvrages ou d'articles de référence ou si vous connaissez des sites web de qualité traitant du thème abordé ici, merci de compléter l'article en donnant les références utiles à sa vérifiabilité et en les liant à la section « Notes et références ».
Pierre-Simon Joseph Jault était un artiste et membre de la Commune de Paris.
Né à Reims dans le département de la Marne en 1761, il fut représentant de la Section Bonne-Nouvelle.
Il fut mis hors la loi par décret de la convention nationale du 9 thermidor an 2 (27 juillet 1794), comme traître à la patrie. Il fut guillotiné à l'âge de 33 ans, le 11 Thermidor, le lendemain de Robespierre, Saint-Just, Georges Couthon et François Hanriot.